# Mondonville-Saint-Jean
Mondonville-Saint-Jean település Franciaországban, Eure-et-Loir megyében. Lakosainak száma 93 fő (2022. január 1.). Mondonville-Saint-Jean Ouarville községgel határos.

## Népesség
A település népességének változása:
| Lakosok száma | 57   | 51   | 56   | 85   | 88   | 86   | 87   | 87   | 87   | 93   |
|               | 1968 | 1982 | 1990 | 2006 | 2013 | 2015 | 2017 | 2019 | 2020 | 2022 |